# Gedanken auf den Alpen
Gedanken auf den Alpen (Minnen från alperna), op. 172, är en vals av Johann Strauss den yngre. Den spelades första gången den 15 oktober 1855 i danslokalen Zum Sperl i Wien.

## Historia
Sex veckor i augusti och september 1855 befann sig Johann Strauss den yngre på en avkopplande semester i Bad Gastein i Salzburg-regionen. Han flyttade in med sin tjänare i det nybyggda Hotel Straubinger och använde tiden till att bada och promenera i stadens vackra omgivningar. Han blev så fascinerad av både folket och bergen att han bestämde sig för att bearbeta sina intryck musikaliskt i en vals som ursprungligen var tänkt att heta Die Schalmeien (Skalmejorna), efter det blåsinstrument som herdarna i alperna använde sig av som signalinstrument. Strauss planerade att använda sig av instrumentet i valsen men i orkesterversionen ersattes skalmejan av en klarinett och titeln ändrades till Gedanken auf den Alpen.
Valsen spelades första gången den 15 oktober 1855 i Wien och Strauss tillägnade valsen den musikälskande hertigen Max Joseph av Bayern, fader till den österrikiska kejsarinnan Elisabeth (Sisi).

## Om valsen
I inledningen hörs solohorn och klarinett, vilka omedelbart etablerar en vilsam känsla av alpint lugn. Speltiden är ca 13 minuter och 6 sekunder plus minus några sekunder beroende på dirigentens musikaliska tolkning.

## Weblänkar
- Gedanken auf den Alpen i Naxos-utgåvan.